# 四川香茶菜
四川香茶菜（学名：Isodon setschwanensis）也称大理香茶菜、永胜四川香茶菜，为唇形科香茶菜属下的一个植物种。